# Động vật nguyên sinh
Động vật nguyên sinh (Protozoa-tiếng Hy Lạp proto=đầu tiên và zoa=động vật) là một thuật ngữ cổ gồm những sinh vật đơn bào (nguyên sinh vật-Protistatrong giới khởi sinh) thuật ngữ này hiện không còn được dùng trong phân loại sinh vật. Động vật nguyên sinh có khả năng chuyển động và dinh dưỡng chủ yếu bằng cách dị dưỡng.  Chúng có phân bố ở khắp nơi: đất, nước ngọt, nước mặn, trong cơ thể sinh vật khác. Đây là khác biệt chính so với thực vật nguyên sinh (protophyta), được coi là những sinh vật đơn bào không có khả năng chuyển động và thực hiện trao đổi chất qua quá trình quang hợp. Động vật nguyên sinh có khoảng 40.000 loài, trong đó một số cũng có cả khả năng quang hợp như trùng roi xanh. Động vật nguyên sinh là một dạng sống đơn giản, mặc dù cơ thể chỉ có một tế bào, nhưng có khả năng thực hiện đầy đủ các hoạt động sống như một cơ thể đa bào hoàn chỉnh, chúng có thể thu lấy thức ăn, tiêu hóa, tổng hợp, hô hấp, bài tiết, điều hòa ion và điều hòa áp suất thẩm thấu, di chuyển và sinh sản. Sở dĩ chúng có thể thực hiện được các hoạt động sống đó là vì trong cơ thể cũng có những cấu tử giống với các cấu tử ở tế bào của cơ thể đa bào như nhân, ty thể, mạng nội chất, hệ Golgi, không bào co bóp và không bào tiêu hóa. Một số nguyên sinh động vật còn có bào hầu nối liền bào khẩu với túi tiêu hóa, tiêm mao hoặc chiên mao hoạt động được nhờ thể gốc. Động vật nguyên sinh thường có kích thước 0.01 - 0.05mm và không phải là động vật thực sự.

## Phân loại
Gồm có 5, 6 hoặc 7 tiểu loại tùy theo cách phân loại trước đây, phụ thuộc cơ quan vận chuyển và loại nhân tế bào, tuy nhiên những phân loại này không thể hiện mối quan hệ thực sự giữa chúng theo quan điểm hiện nay:
- Sarcomastigophora (gồm các loài thuộc hai lớp Sarcodina tức Amoeboid - trùng chân giả và Mastigophora tức Flagellate - trùng roi, kết hợp lại) bao gồm các sinh vật có cơ quan vận chuyển là chiên mao và giả túc hoặc một trong hai loại đó và có một loại nhân đơn giản

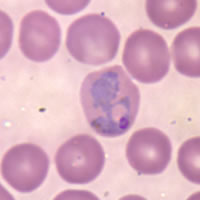
Large, amoeboid trophozoites of P. vivax in a thin blood smear
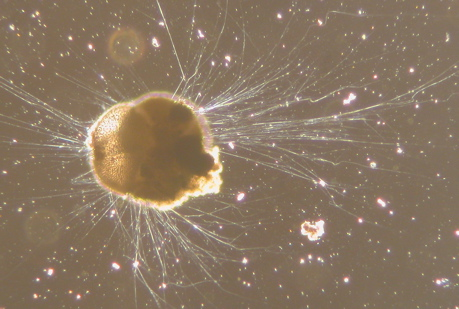
Foraminiferan (Ammonia tepida)
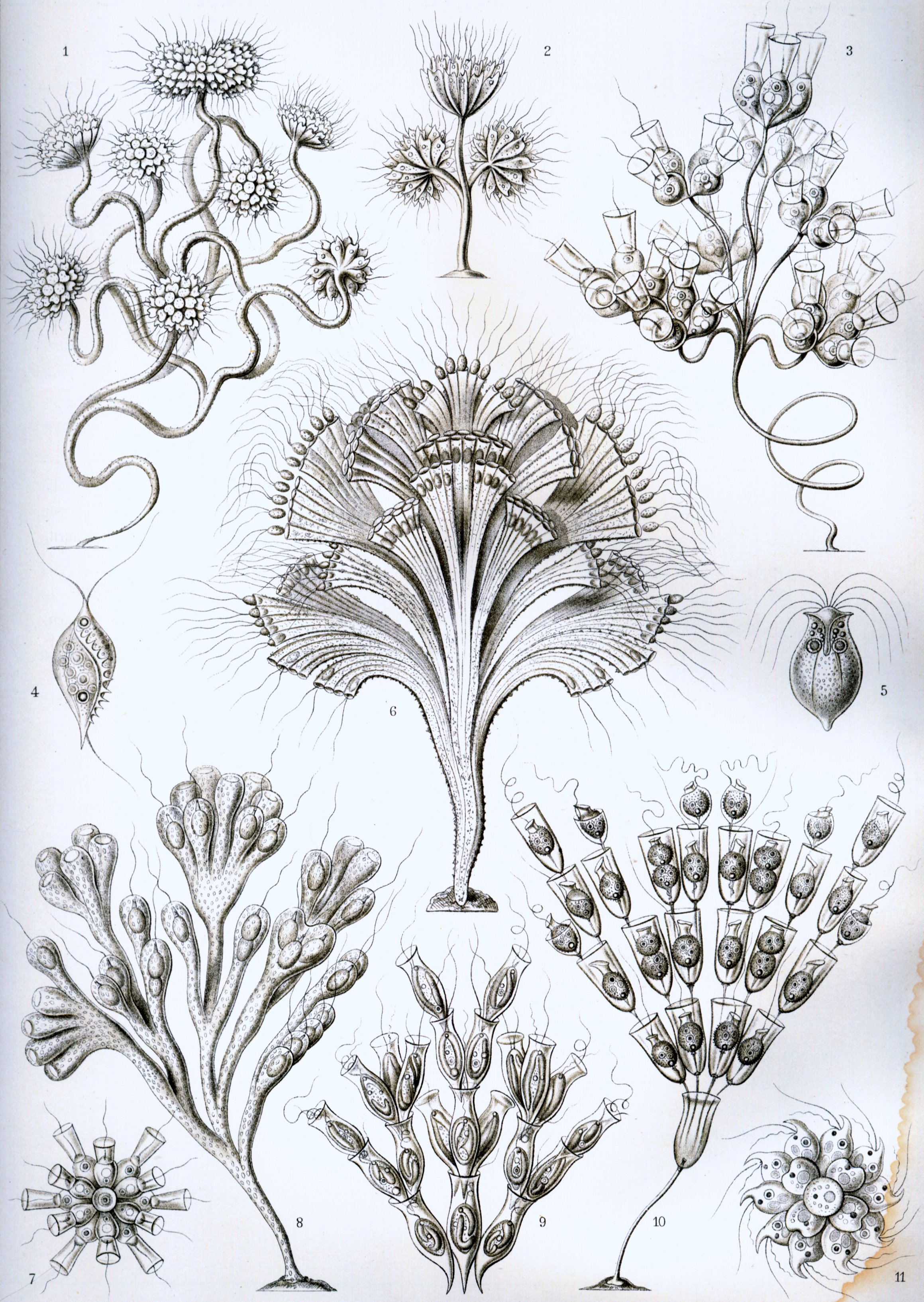
"Flagellata" từ Ernst Haeckel's Artforms of Nature, 1904
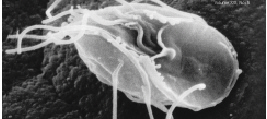
Parasitic excavate (Giardia lamblia)
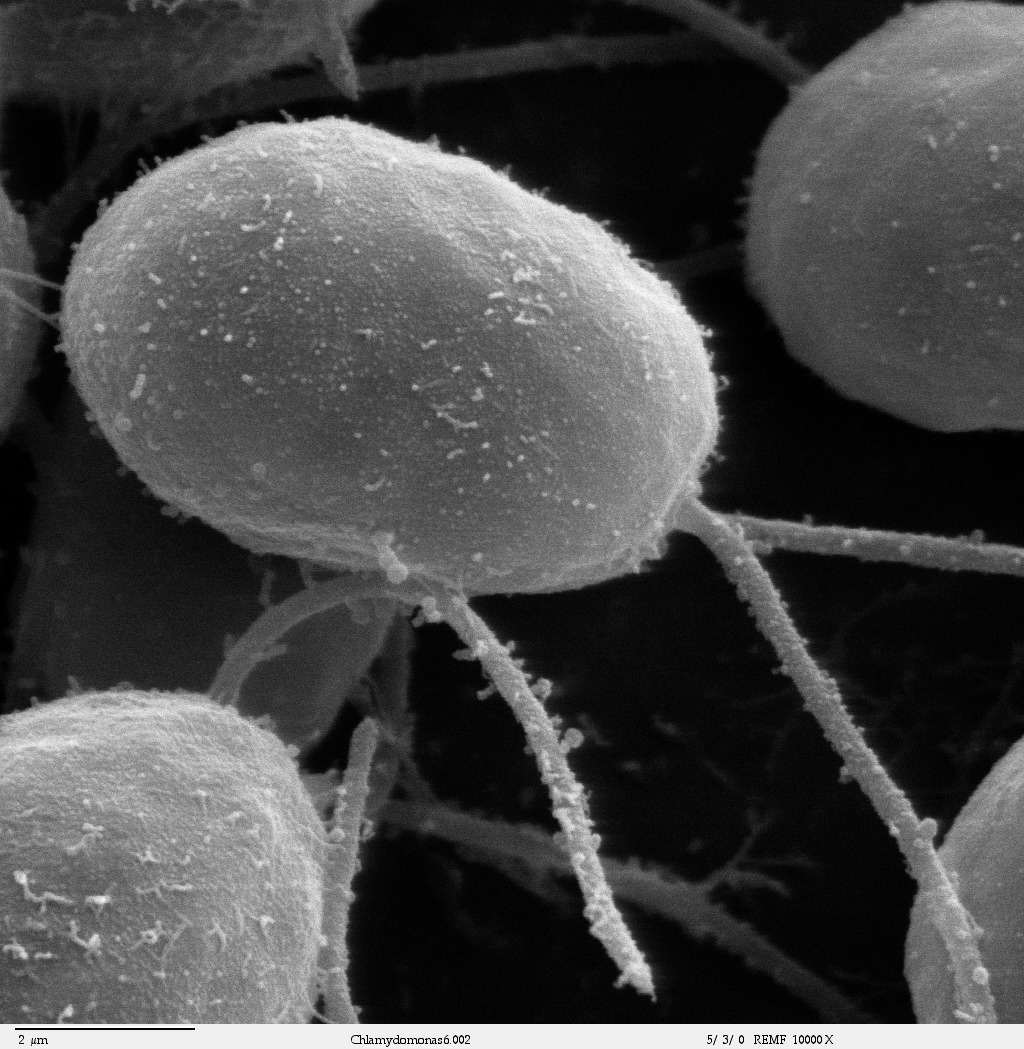
Green alga (Chlamydomonas)

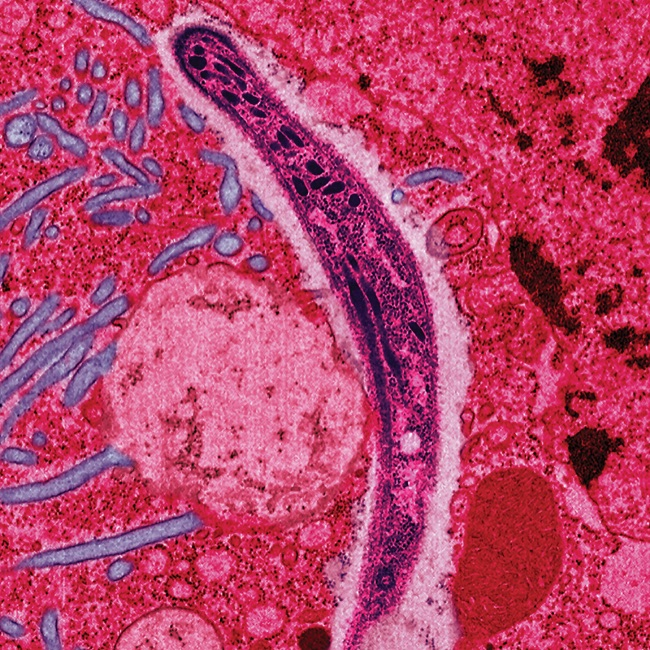

- Labyrinthomorpha
- Apicomplexa

- Microspora

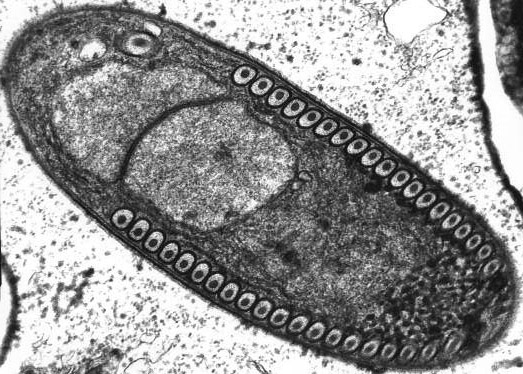
Fibrillanosema Microspora

- Acetospora
- Myxozoa

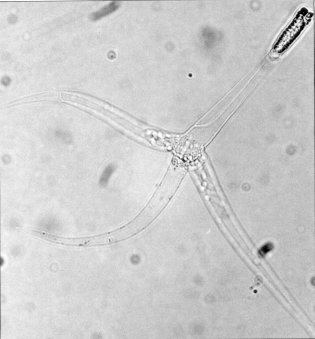
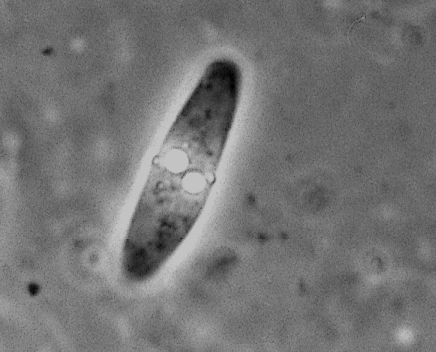
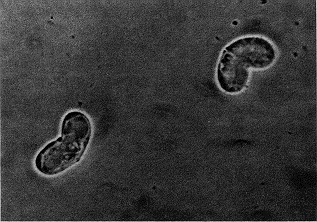
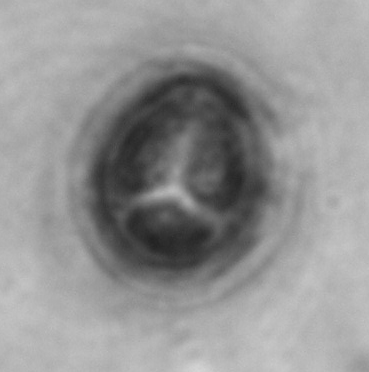

5 loại trên bao gồm các bào tử trùng sống ký sinh ở các cơ thể động vật khác (trước đây các ngành này được xếp chung cùng một lớp Sporozoa)
- Ciliophora: có cơ quan vận chuyển là tiêm mao và có hai loại nhân khác nhau - nhân dinh dưỡng và nhân sinh dục (trước đây được xếp vào lớp Ciliata).

## Cấu trúc

### Cơ quan vận chuyển
Có ba loại vận chuyển ở các động vật nguyên sinh: vận chuyển bằng giả túc, bằng chiên mao và bằng tiêm mao
- Giả túc (Pseudopod) là phần nhô ra của tế bào chất theo hướng di chuyển. Giả túc được dùng để di chuyển và để bắt thức ăn. Giả túc có bốn loại hình dạng:

1. Giả túc hình sợi Filopodia
2. Giả túc hình rễ cây Rhizopodia
3. Giả túc hình tia Axopodia
4. Giả túc hình chuỳ có đầu tròn

- Chiên mao là bộ phận hoạt động rẽ trong vòng tròn xoáy trong nước như mũi khoan để kéo toàn bộ ĐVNS về phía trước, vừa tạo dòng nước cuốn thức ăn vào miệng (bào khẩu).

Một số động vật nguyên sinh có cả giả túc trùng lẫn chiêm mao, thậm chí cả màng uốn
- Tiêm mao: hoạt động như mái chèo đẩy sinh vật tiến về phía trước, làm cho con vật tự xoay quanh mình nó khi vận chuyển đồng thời tạo nên dòng nước xoáy cuốn theo thức ăn đưa vào miệng.

### Cơ quan tiêu hoá-Không bào tiêu hoá
Các mảnh vụn thức ăn được đưa vào bào khẩu (cytostome, thường nằm ở một vị trí nhất định nào đó trên cơ thể động vật nguyên sinh), theo bào khẩu vào bào hầu (cytopharynx) và được bao bọc trong một túi gọi là không bào tiêu hoá. Các men tiêu hoá được tiết vào trong túi để phân giải thức ăn. Các chất dinh dưỡng tạo thành sẽ được đưa vào tế bào chất còn những chất không tiêu hoá được tế bào thải ra ngoài qua bề mặt.

### Trao đổi khí, bài tiết và điều hòa áp suất thẩm thấu
- Ở Paramecium multimicronucleatum: 
  - Không bào trương đầy nước với màng đóng kín lỗ thoát.
  - Sau đó: lỗ thoát mở ra, không bào dốc hết nước ra ngoài.
  - Tiếp tục: lỗ thoát được đóng lại.
  - Cuối cùng: hai túi nhập lại hình thành không bào trương đầy nước.
- Ở Paramecium trichium: 
  - Đầu tiên: không bào trương đầy nước, không bào thứ cấp và tam cấp được thành lập
  - Sau đó: không bào dốc hết nước ra ngoài, sau đó không bào nhận nước từ các không bào thứ cấp và tam cấp
  - Kết thúc: không bào lại trương đầy nước.